# Mustafa Amin
Mustafa Amin (21 februar 1914 – 13 april 1997) var en egyptisk klummeskribent og journalist, der nød stor popularitet i den arabiske verden. Amin var enormt produktiv og skrev udover artikler i avisen også bøger, filmmanuskripter, noveller mv.
Amin var kendt for sit for samtiden liberale udgangspunkt, hvilket ofte bragte ham i unåde hos de egyptiske myndigheder.
Mustafa Amin og tvillingebroderen Ali Amin regnes ofte som fædre til moderne arabisk journalistik.